# أحلى الكلام (برنامج)
أحلى الكلام مسلسل تلفزيوني عراقي تعليمي لتعليم اللغة العربية بطريقة درامية بطولة الممثل جعفر السعدي (مدرس اللغة العربية في المسلسل) والمذيعة أمل حسين (الآنسة قواعد -ملكة مدينة القواعد-)، وهو من إنتاج شركة بابل للإنتاج السينمائي والتلفزيوني، كان يبث على شاشة تلفزيون العراق - القناة الأولى على شكل حلقات منفصلة، كل حلقة بعنوان خاص بها، تم عرضه لأول مرة في سنة 1986م.

## فكرة البرنامج
فكرة البرنامج تدور حول أستاذ لغة عربية يقضي يومه المتعب في تدريس اللغة العربية، وما إن يخلد إلى النوم حتى يراوده حلم جميل وكأنه يطير على بساط الريح إلى مدينة القواعد، ليتعرف على ملكة المدينة، فتأخذه في جولة داخل أزقة المدينة وشوارعها ويتعرف هناك على شخصيات تاريخية لها صلة بعلم النحو والإعراب، ومن خلال الحوار بين الشخصيات يتم طرح أسلوب تعليمي مبسط يتناول قواعد اللغة العربية، وتصحيح الأخطاء الشائعة المستخدمة في اللهجة العراقية المحلية، إضافة إلى الفقرات الترفيهية في البرنامج والرقيب اللغوي على أخطاء السيناريو لغويا.
عرض هذا المسلسل على قنوات التلفزيون الخليجية في الثمانينات من القرن الماضي (أي قبل حرب الخليج).
وكان يحفل بالشخصيات الجاذبة للطفل، وتناول أهم الدروس بطريقة عميقة ومدروسة تتلمذ عليها الأطفال والنشء المجايلين له.
وتبدأ أغنية المسلسل بالعبارة التالية: أبجد هوز حطي كلمن --- هذا ورق هذا قلم.

## شارك في التمثيل
- الفنان جعفر السعدي بدور أستاذ القواعد
- مذيعة التلفزيون أمل حسين بدور الآنسة قواعد
- الفنان محمد حسين عبد الرحيم
- الفنان خليل الرفاعي
- الفنان الراحل فوزي مهدي
- الفنانة سهام السبتي
- الفنان راسم الجميلي
- الفنانة أمل طه
- الفنانة سهى سالم

وآخرون.

## وصلات خارجية
- برنامج  أحلى الكلام ( مدينة القواعد) على موقع يوتيوب.
- حيفة أوان (وهي تتحدث عن رحيل الممثل إبراهيم الهنداوي أحد أبطال هذا المسلسل.